# Rogale (powiat gołdapski)
Rogale (niem. Rogahlen) – wieś sołecka w Polsce położona w województwie warmińsko-mazurskim, w powiecie gołdapskim, w gminie Banie Mazurskie.
W latach 1975–1998 miejscowość należała administracyjnie do województwa suwalskiego.
Wieś została założona przez osadników polskich.
Podczas akcji germanizacyjnej nazw miejscowych i fizjograficznych historyczna nazwa niemiecka Rogahlen została w lipcu 1938 r. zastąpiona przez administrację nazistowską sztuczną formą Gahlen.